# Saint-Michel-de-Rieufret
Saint-Michel-de-Rieufret – miejscowość i gmina we Francji, w regionie Nowa Akwitania, w departamencie Żyronda.
Według danych na rok 1990 gminę zamieszkiwało 471 osób, a gęstość zaludnienia wynosiła 25 osób/km² (wśród 2290 gmin Akwitanii Saint-Michel-de-Rieufret plasuje się na 732. miejscu pod względem liczby ludności, natomiast pod względem powierzchni na miejscu 579.).